# Fred Steiner
Pour les articles homonymes, voir Steiner.
Fred Steiner est un compositeur américain né le 24 février 1923 à New York, New York (États-Unis) et mort le 23 juin 2011 à Ajijic (Mexique) à 88 ans,.

## Biographie
Fils du compositeur de film hongrois George Steiner, Fred Steiner commence à jouer du piano à l'âge de six ans et du violoncelle vers l'âge de treize ans. Il fait également l'initiation à la théorie musicale. Considéré comme un enfant prodige, après avoir fini son cursus à Townsend Harris High School, il accepte une bourse du Conservatoire de musique Oberlin. Il étudie sous la direction de Normand Lockwood et obtient son diplôme en composition musicale en 1943. Certaines sources indiquent qu'il s'était également formé auprès de Joseph Schillinger. Steiner recevra un doctorat en musicologie de l'université du Sud de la Californie en 1981, sa thèse portant sur la carrière débutante du compositeur de film Alfred Newman.
Immédiatement après le collège, Steiner commence à constituer les thèmes pour les émissions de radio basées à New York. Ses premières collaborations comprennent la série radiophonique Suspense de CBS Radio News, et CBS Radio Workshop, une anthologie diffusée par le réseau CBS. Au début des années 1940, il fait la connaissance de Nathan van Cleave (en) par le biais de son père qui, à l'époque, joue dans l'orchestre de van Cleave. Son travail auprès de Van Cleave lui permet de développer ses propres compétences. En 1945, Steiner compose la musique originale pour les 47 épisodes du drame policier This is Your FBI de Jerry Devine, diffusé par l'ABC. Avec le déclin de l'industrie de la radio, il porte son attention sur la télévision. Il déménage à Los Angeles en 1947.
Steiner a contribué à un certain nombre de séries télévisées, y compris les nombreux épisodes de la série Star Trek. Un article qu'il a écrit pour la Bibliothèque du Congrès, Music for Star Trek: Scoring a Television Show in the Sixties, décrit et commente les contributions de tous les compositeurs des thèmes originaux de cette série (1985).
Le thème Park Avenue Beat de la série Perry Mason est peut-être le plus connu des œuvres de Steiner. Il a été utilisé de 1957 à 1966 pour la série originale de Perry Mason et a été réenregistré par Richard DeBenedictis pour les films réalisés pour la télévision en 1985. Il est interprété par The Blues Brothers dans Blues Brothers 2000 de John Landis (1998). Steiner note à ce propos le décalage entre le personnage de Mason qu'il imaginait, en composant son thème imprégné de jazz, comme un type flamboyant arpentant la ville et celui du film au caractère réservé qui apparait le plus souvent dans le décor de son bureau.
Steiner a également composé le thème principal de The Bullwinkle Show et Follow That Man et a contribué à la musique des épisodes de Lost in Space, The Twilight Zone et Amazing Stories.
Son travail au cinéma comprend aussi bien la musique originale des films tels que Run for the Sun (1956), Man from Del Rio (1956), Della (1964), Hercules et la Princesse de Troie (1965), First to Fight (1967), Carter's Army (1970), Heatwave! (1974) et The Sea Gypsies (1978), ainsi que l'orchestration / adaptation (parfois non crédité) pour d'autres compositeurs, comme dans The Man with the Golden Arm (1956), The Greatest Story Ever Told (1965) et Star Trek: The Motion Image (1979).
En 1986, il est nommé pour l'Oscar de la meilleure musique de film pour La Couleur pourpre. Il s'agit d'une nomination partagée avec Quincy Jones, Jeremy Lubbock, Rod Temperton, Caiphus Semenya, Andraé Crouch, Chris Boardman, Jorge Calandrelli, Joel Rosenbaum, Jack Hayes, Jerry Hey et Randy Kerber. Le trophée est toutefois remporté par John Barry (Out of Africa, 1985).
Fred Steiner décède le 23 juin 2011 à son domicile d'Ajijic, dans l'État de Jalisco au Mexique, après avoir subi un accident vasculaire cérébral à l'âge de 88 ans. Lui survivent sa femme Shirley Steiner et ses deux filles, la chanteuse-interprète Wendy Waldman et Jillian Steiner Sandrock.

## Filmographie
- 1955 : Gunsmoke ("Gunsmoke") (série télévisée)
- 1956 : La Course au soleil (Run for the Sun)
- 1956 : Man from Del Rio
- 1957 : Boots and Saddles (série télévisée)
- 1957 : Have Gun - Will Travel (série télévisée)
- 1957 : The Court of Last Resort (en) (série télévisée)
- 1957 : La Chute des héros (Time Limit)
- 1958 : Union Pacific (en) (série télévisée)
- 1959 : Rawhide ("Rawhide") (série télévisée)
- 1959 : For Better or Worse (série télévisée)
- 1959 : Bonanza ("Bonanza") (série télévisée)
- 1959 : The Man from Blackhawk (en) (série télévisée)
- 1960 : Alcatraz Express (TV)
- 1960 : Aftermath (TV)
- 1960 : Full Circle (série télévisée)
- 1961 : Cain's Hundred (série télévisée)
- 1961 : The Bullwinkle Show (série télévisée)
- 1963 : Fractured Flickers (série télévisée)
- 1963 : The Richard Boone Show (série télévisée)
- 1964 : Della
- 1964 : Daniel Boone ("Daniel Boone") (série télévisée)
- 1965 : La Plus Grande Histoire jamais contée (The Greatest Story Ever Told)
- 1965 : Hercules and the Princess of Troy (TV)
- 1965 : Les Mystères de l'Ouest ("The Wild Wild West") (série télévisée)
- 1965 : Papa Schultz ("Hogan's Heroes") (série télévisée)
- 1965 : Milton the Monster (série télévisée)
- 1967 : First to Fight
- 1967 : L'Affaire Al Capone (The St. Valentine's Day Massacre)
- 1967 : The Guns of Will Sonnett (série télévisée)
- 1967 : Mannix ("Mannix") (série télévisée)
- 1968 : Hawaï, police d'état ("Hawaii Five-O") (série télévisée)
- 1969 : The Dudley Do-Right Show (série télévisée)
- 1969 : Wake Me When the War Is Over (TV)
- 1970 : Carter's Army (TV)
- 1970 : Femmes sauvages (Wild Women, TV)
- 1971 : River of Gold (TV)
- 1972 : Hec Ramsey (série télévisée)
- 1972 : Hec Ramsey (TV)
- 1972 : Family Flight (TV)
- 1973 : Le shérif ne pardonne pas (The Deadly Trackers) de Barry Shear
- 1974 : 120 degrés Fahrenheit (en) (Heat Wave!) (TV)
- 1977 : Night Terror (TV)
- 1978 : The Sea Gypsies (en)
- 1983 : Blood Feud (TV)
- 1985 : La Cinquième dimension ("The Twilight Zone") (série télévisée)
- 1987 : Star Trek : La Nouvelle Génération ("Star Trek: The Next Generation") (série télévisée)
- 1990 : Les Tiny toons ("Tiny Toon Adventures") (série télévisée)
- 1991 : Perry Mason: The Case of the Ruthless Reporter (TV)
- 1992 : Amazing Stories: Book Three (vidéo)
- 1994 : A Perry Mason Mystery: The Case of the Grimacing Governor (TV)